# Une fille dans ma soupe
Pour plus de détails, voir Fiche technique et Distribution.
Une fille dans ma soupe (titre original : There's a Girl in My Soup) est un film britannico-américain de Roy Boulting sorti en 1970.

## Synopsis
Célèbre dans tout Londres grâce à ses articles, ses guides et ses émissions télévisées, le chroniqueur gastronomique Robert Danvers apprécie la popularité mais aussi le succès auprès des femmes. Mais lorsqu'il rencontre la jeune Marion, une artiste de musique pop, son mode de vie et ses habitudes de quadragénaires s'en retrouvent bouleversées.

## Fiche technique
- Titre original : There's a Girl in My Soup
- Réalisation : Roy Boulting
- Scénario : Terence Frisby d'après sa pièce de théâtre
- Dialogues additionnels : Peter Kortner
- Directeur de la photographie : Harry Waxman
- Montage : Martin Charles
- Musique : Mike D'Abo
- Costumes : Evangeline Harrison (non créditée)
- Production : John Boulting et M.J. Frankovich
- Genre : Comédie
- Pays :  Royaume-Uni,  États-Unis
- Durée : 95 minutes (1 h 35)
- Date de sortie :
  - États-Unis : 15 décembre 1970
  - Royaume-Uni : 21 décembre 1970 (Première à Londres)
- Affiche : Bill Gold (États-Unis)

## Distribution
- Peter Sellers (VF : Michel Roux) : Robert Danvers
- Goldie Hawn : Marion
- Tony Britton (VF : Philippe Mareuil) : Andrew
- Ruth Trouncer (VF : Jacqueline Porel) : Gilly
- Françoise Pascal : Paola
- Nicky Henson (VF : Bernard Murat) : Jimmy
- Geraldine Sherman (VF : Sylvie Feit) : Caroline
- Tom Marshall : Bryan, l'ami de Caroline
- John Comer (VF : Claude Bertrand) : John
- Diana Dors (VF : Paula Dehelly) : la femme de John
- Nicola Pagett : Clare (Clara en VF)
- Judy Campbell (VF : Jacqueline Porel) : Lady Heather, la mère de Clare
- Gabrielle Drake (VF : Dominique MacAvoy) : Julia Halforde-Smythe
- Raf De La Torre : M. Le Guestier
- Constantin De Goguel (VF : Albert Augier) : Michel Le Guestier
- Mark Dignam (VF : Claude Joseph) : un invité à la réception
- Pearl Hackney (VF : Sylvie Deniau) : une invitée à la réception
- Thorley Walters (VF : Roger Crouzet) : M. Fournier, le directeur du Carlton Hotel
- Robin Parkinson (VF : Philippe Mareuil) : le reporter à lunettes